# 장원삼
장원삼(張洹三, 1983년 6월 9일 ~ )은 전 KBO 리그 롯데 자이언츠의 투수이다.

## 선수 시절

### 아마추어 시절
마산상업고등학교 3학년 때 현대 유니콘스의 2차 11라운드 지명을 받았으나, 마산상업고등학교 졸업 후 경성대학교 체육학과에 진학했다. 경성대학교 체육학과 3학년 때인 2004년 제 2회 세계 대학 야구 선수권 대회를 통해 처음으로 국제 대회에 출전했고, 캐나다전에 선발 등판해 승리 투수가 됐다. 당시 한국은 3승 2패로 4강에 올랐지만 일본에 패해 3위를 기록했다. 당시 이지영과 배터리를 이루기도 했다. 경성대학교 재학 시절 우완 투수 김기표와 입학 동기생이었는데 이 둘은 입단 당시 각각 '좌원삼', '우기표'로 불렸다.

### 현대 유니콘스시절
2006년에 입단해 변화구 무브먼트와 제구력을 주 무기로 12승 10패, 2점대 평균자책점을 기록했으나, 그 해 정규 시즌 MVP를 수상한 류현진에게 밀려 신인왕 수상에 실패했다. 데뷔 첫 해 도하 아시안 게임에 참가했으나, 동메달에 그쳤다.
2007년 시즌 초반에 좋은 성적을 기록했으나 여름부터 갑작스런 난조와 부진을 보이며 2년차 징크스를 겪었다. 하지만 시즌 9승 10패, 3점대 평균자책점으로 팀 내 좌완 투수 중 가장 뛰어난 성적을 기록했다.

### 우리 히어로즈시절
2008년 3월 10일 자금난으로 현대 유니콘스가 해체되고 선수단을 승계해 새로 창단한 팀에서 선발 투수로 성장했다. 2008년 시즌 12승 8패, 2점대 평균자책점을 기록했다. 2008년 삼성 라이온즈와의 트레이드 파동 등과 맞물려 정규 시즌에서 후유증을 겪으며 시즌 초반부터 심한 슬럼프와 부진을 겪었다. 이후 별다른 성적을 내지 못하고 2군으로 내려가 시즌을 마쳤다.

### 삼성 라이온즈시절

#### 2010년
2009년에 윤성환이 부상으로 난조를 보이며 무너지는 등 팀에게 우여곡절이 많았던 해였지만 팀 선발진에서 제 역할을 했고 전 구단 상대 승리 투수가 됐다. 이적 후 후반기에 두 자릿수 승을 달성하며 윤성환의 공백을 완벽히 메꿔줬다. 하지만 강민호, 더그 클라크, 김상현에게 만루 홈런을 허용하는 등 아쉬운 모습을 보였다. 2010년 10월 19일 2010년 한국시리즈 4차전을 통해 데뷔 첫 한국시리즈에 선발 등판했으나, 3회까지 호투하다가 4회 초에 급격히 무너져 3이닝 3실점으로 패전 투수가 되며 SK한테 패해 준우승에 그쳤다.

#### 2011년
이용규와 더불어 홀수 연도 징크스를 갖고 있었으며, 시즌 초 어깨가 좋지 않아 안지만이 그가 복귀하기 전까지 잠시 선발을 맡았다. 2011년에는 어깨 통증으로 1군에 늦게 합류해 느리게 페이스를 찾아 8승 8패, 4점대 평균자책점을 기록했지만 2011년 한국시리즈 2차전에서 5.1이닝 10탈삼진으로 설욕했고, 데뷔 첫 한국시리즈 우승을 경험했다. 2011년 아시아 시리즈에서는 선발로 2승을 기록하며, 팀의 아시아 시리즈 첫 우승을 이끌며 MVP에 선정돼 첫 개인 타이틀을 따냈다.

#### 2012년
시즌 초반은 좋지 않았다. 특히 4월 17일 두산전에서 1이닝 8실점으로 최악의 피칭을 했다. 그러자 당시 감독이었던 류중일은 임시 불펜을 맡겼다. 불펜에서 2경기 1승 1홀드, 평균자책점 0으로 재신임을 보인 그는 다시 선발로 돌아와 매우 뛰어난 활약을 보였다. 최종 성적은 17승(16선발승으로 브랜던 나이트와 공동 1위) 6패였고, 브랜던 나이트와 1승 차이로 생애 첫 다승왕을 수상했다. 한국시리즈에서 2경기에서 2승, 평균자책점 0.69로 활약했다.

#### 2013년
8월 25일 롯데전에서 홀수 해 첫 두 자릿 수 승을 거뒀지만, 평균자책점이 4점대로 높은 편이었다. 2013년 한국시리즈에서 선발로 호투했고, 2013 시즌 후 FA 자격을 얻어 4년 60억원(연봉 7억 5,000만원, 계약금 30억원)의 조건으로 잔류했다.

#### 2014년
타고투저가 극심화된 시즌이었다. 시즌 성적은 24경기 11승 5패, 4점대의 평균자책점을 기록했다. 타고투저임을 감안하면 평균자책점은 준수했지만 다른 지표들은 좋지 않았다. 선발로 24경기에 등판해 129.1이닝을 소화했는데 경기당 약 5.1이닝밖에 투구하지 못했다. 탈삼진 개수도 63개, 즉 9이닝당 4.4개로 적었다. 피안타율도 3할에 가깝고, 16피홈런을 허용했다. 또 구위가 안 좋았고 구속도 많이 줄었다. 전년도까지 145km/h의 구속이 나오는 공도 쉽게 던졌던 직구 구속이 133~138km/h에 머무르는 등 좋지 못했지만 노련한 피칭으로 실점을 최소화했다.

#### 2015년
홀수해 징크스 때문인지 성적이 안 좋았다. 시즌 성적은 10승 9패, 5점대 평균자책점이었다. 너무 부진하자 당시 감독이었던 류중일에게 강한 질책을 들었다. 첫 등판이었던 4월 7일 롯데전에서 6.1이닝 1실점으로 좌완 투수 역대 2번째이자 개인 통산 세 자릿수 승을 달성했으며 같은 달 18일 kt전에서 6이닝 1실점으로 좌완 투수 역대 2번째이자 통산 세 자릿수 선발승을 기록했다. 하지만 이후 경기에서 부진을 면치 못하며 1군에서 말소됐다. 하지만 2군행 이후에는 나름 괜찮은 모습을 보였다. 후반기 기록은 12경기에서 5승 2패, 평균자책점 4.15였다. 하지만 평균자책점에 비해 0.256의 낮은 피안타율을 기록했다. 하지만 시즌 최종 29피홈런으로 피홈런 공동 1위의 불명예에 올랐다. 마지막 등판이었던 10월 5일 KIA전에서 6이닝 4실점으로 승리 투수가 되며 시즌 두 자릿수 승과 KBO 역대 5번째 선발 두 자릿수 승 투수를 배출했다.

#### 2016년
6월 26일 kt전까지는 선발 투수였으나 최악의 부진과 더불어 부상까지 겹치며 2군으로 강등됐다. 이 후 8월 4일 SK전부터는 불펜 투수로서 활동하며 선발 등판 때보단 나은 모습을 보였다. 하지만 데뷔 이후 가장 저조한 성적을 기록하고 시즌을 마쳤다.

#### 2017년
스프링캠프와 연습 경기를 통해 5선발로 낙점됐으나 상당히 부진했다. 2018년 10월 19일에 방출됐다.

### LG 트윈스시절
2018년 11월 22일에 입단하였다.

### 롯데 자이언츠시절
2019년 11월에 입단하였으나, 2020년 말 방출됐다.
2021년에 현역 은퇴를 선언했고, 그가 전성기를 보냈던 팀인 삼성 라이온즈의 몇몇 선수들이 모여서 은퇴 행사를 열었다.

## 대한민국 야구 국가대표팀 경력
- 2006년 아시안 게임
- 2008년 하계 올림픽
- 2009년·2013년 WBC

## 주요 기록
- 2008년 4월 23일 : KIA전 무사사구 완봉승, 시즌 최단 시간 경기(2시간 19분)[13]
- 2015년 4월 7일 : 롯데전 개인 통산 세 자릿수 승(좌완 투수 역대 두 번째 세 자릿수 승)

## 수상
- 2011년 아시아 시리즈 MVP
- 2012년 KBO 다승왕, 골든 글러브, 일구회 최고 투수상, 조아제약 최고 투수상, 스포츠 토토 최고 투수상, 최다 선발승(16선발승)(브랜던 나이트와 공동 1위)

## 별명
- 본인의 이름을 영어로 한 '원쓰리'라고 불린다.[14]
- 짝수 해에 좋은 성적을 기록하는 편이라 '짝원삼'이라고도 불린다.
- 삼성 라이온즈 시절 '삼적화'의 상징으로 불리며 수염이 멕시코인과 닮아 '원삼 가르시아'라고도 불렸다.

## 논란
- 2012년 시즌 후 브랜던 나이트를 제치고 생애 첫 투수 골든글러브를 수상했으나 브랜던 나이트보다 평균자책점, 이닝 등에서 밀려 논란이 됐다.[15]
- 2024년 8월 16일 새벽에 창원에서 술자리를 가진 후 다음 날인 8월 17일에 미팅 차 자신의 차로 부산광역시로 가던 중 수영구 광안동에서 추돌 사고를 일으켰다. 음주측정 결과 면허취소 수준으로 측정되어 부산남부경찰서에 입건됐고, 이 사건의 여파로 당시 출연 중이던 JTBC 최강야구(최강 몬스터즈)에서 하차했다. 현역 선수 시절에는 음주와 관련한 사건을 일으킨 적이 없었지만, 평소에도 장원삼은 애주가로 알려져 있어서 몇몇 코치진들이 그를 걱정하기도 했다.[16]

## 출신 학교
- 사파초등학교
- 신월중학교
- 마산상업고등학교
- 경성대학교 체육학과(2002학번)

## 통산 기록
| 연도 | 팀명     | 평균자책점 | 경기 | 완투 | 완봉 | 승  | 패 | 세 | 홀 | 승률  | 타자 | 이닝   | 피안타 | 피홈런 | 볼넷 | 사구 | 탈삼진 | 실점 | 자책점 |
| ---- | -------- | ---------- | ---- | ---- | ---- | --- | -- | -- | -- | ----- | ---- | ------ | ------ | ------ | ---- | ---- | ------ | ---- | ------ |
| 2006 | 현대     | 2.85       | 29   | 0    | 0    | 12  | 10 | 0  | 0  | 0.545 | 743  | 183.1  | 146    | 19     | 63   | 5    | 142    | 60   | 58     |
| 2007 | 현대     | 3.63       | 30   | 0    | 0    | 9   | 10 | 0  | 0  | 0.474 | 719  | 168.2  | 156    | 16     | 75   | 3    | 132    | 80   | 68     |
| 2008 | 우리     | 2.85       | 27   | 2    | 2    | 12  | 8  | 0  | 0  | 0.600 | 674  | 167.1  | 145    | 9      | 57   | 2    | 126    | 54   | 53     |
| 2009 | 히어로즈 | 5.54       | 19   | 0    | 0    | 4   | 8  | 0  | 0  | 0.333 | 411  | 91     | 108    | 17     | 31   | 6    | 60     | 57   | 56     |
| 2010 | 삼성     | 3.46       | 29   | 0    | 0    | 13  | 5  | 0  | 0  | 0.722 | 631  | 151    | 139    | 13     | 44   | 5    | 115    | 62   | 58     |
| 2011 | 삼성     | 4.15       | 25   | 0    | 0    | 8   | 8  | 0  | 0  | 0.500 | 509  | 115    | 139    | 13     | 37   | 0    | 68     | 58   | 53     |
| 2012 | 삼성     | 3.55       | 27   | 0    | 0    | 17  | 6  | 0  | 1  | 0.739 | 649  | 157    | 143    | 9      | 138  | 9    | 127    | 64   | 62     |
| 2013 | 삼성     | 4.38       | 27   | 1    | 0    | 13  | 10 | 1  | 0  | 0.565 | 658  | 154    | 165    | 21     | 42   | 9    | 104    | 85   | 75     |
| 2014 | 삼성     | 4.11       | 24   | 0    | 0    | 11  | 5  | 0  | 0  | 0.688 | 562  | 129.1  | 149    | 16     | 37   | 5    | 63     | 70   | 59     |
| 2015 | 삼성     | 5.80       | 26   | 0    | 0    | 10  | 9  | 0  | 0  | 0.526 | 599  | 136.2  | 151    | 29     | 50   | 1    | 107    | 96   | 88     |
| 2016 | 삼성     | 7.01       | 26   | 0    | 0    | 5   | 8  | 0  | 2  | 0.385 | 366  | 78.1   | 114    | 16     | 23   | 2    | 53     | 69   | 61     |
| 2017 | 삼성     | 5.61       | 49   | 0    | 0    | 4   | 5  | 0  | 6  | 0.444 | 310  | 67.1   | 96     | 8      | 17   | 5    | 55     | 48   | 42     |
| 2018 | 삼성     | 6.16       | 8    | 0    | 0    | 3   | 1  | 0  | 0  | 0.750 | 173  | 38     | 47     | 4      | 13   | 1    | 27     | 27   | 26     |
| 2019 | LG       | 7.98       | 8    | 0    | 0    | 0   | 2  | 0  | 0  | 0.000 | 68   | 14.2   | 20     | 3      | 3    | 2    | 7      | 13   | 13     |
| 2020 | 롯데     | 7.68       | 13   | 0    | 0    | 0   | 3  | 0  | 0  | 0.000 | 160  | 34     | 49     | 6      | 10   | 3    | 15     | 32   | 29     |
| 통산 | 15시즌   | 4.28       | 367  | 3    | 2    | 121 | 98 | 1  | 9  | 0.553 | 7232 | 1685.2 | 1763   | 199    | 540  | 58   | 1201   | 875  | 801    |